# 에바 멜란데르
에바 멜란데르(Eva Melander, 1974년 12월 25일 ~ )는 스웨덴의 배우이다. 2018 굴드바게상 여우주연상, 2015 굴드바게상 여우조연상 수상자이다.

## 출연 작품
- 스노우 엔젤스 (2021)
- 경계선 (2018)
- 스쿨야드 블루스 (2016)
- 군집 본능 (2015)
- 더블린 (2012)
- 최면 전문의 (2012)
- 세베: 소년의 초상 (2010)